# Current Opinion in Ophthalmology
Current Opinion in Ophthalmology (skrót: Curr Opin Ophthalmol) – amerykańskie czasopismo naukowe specjalizujące się w publikowaniu artykułów przeglądowych z okulistyki. Dwumiesięcznik.
Każdy numer skupia się wyłącznie na jednym lub dwóch tematach prezentując najważniejsze osiągnięcia w danej dziedzinie w ciągu ostatniego roku. Omawiane są takie zagadnienia jak: chirurgia zaćmy i implantacja soczewki wewnątrzgałkowej; jaskra; zaburzenia siatkówki, ciała szklistego i plamki; rogówka i zaburzenia zewnętrzne; chirurgia refrakcyjna; okuloplastyka; neurookulistyka oraz objawy oczne chorób układowych. Wszystkie artykuły przeglądowe są uzupełnione o listę najważniejszych publikacji okulistycznych dotyczących danego zagadnienia z ostatniego okresu.
Redaktorem naczelnym (ang. editor-in-chief) czasopisma jest Allen C. Ho – związany z amerykańskim Thomas Jefferson University. Kwestie wydawniczo-techniczne tytułu leżą w gestii Lippincott, Williams & Wilkins (LWW), które wydaje także inne czasopisma (dwumiesięczniki) naukowe poświęcone różnym dziedzinom medycyny (ang. LWW Journals – Current Opinion Series), np. „Current Opinion in Cardiology", „Current Opinion in Neurology" czy „Current Opinion in Psychiatry".
Pismo ma współczynnik wpływu impact factor (IF) wynoszący 2,533 (2017) oraz wskaźnik Hirscha równy 78 (2017). W międzynarodowym rankingu SCImago Journal Rank (SJR) mierzącym znaczenie i prestiż poszczególnych czasopism naukowych „Current Opinion in Ophthalmology" zostało w 2017 sklasyfikowane na 18. miejscu wśród czasopism z dziedziny okulistyki.
W polskich wykazach czasopism punktowanych przez Ministerstwo Nauki i Szkolnictwa Wyższego publikacja w tym czasopiśmie otrzymywała: 35 pkt (w latach 2013–2016) oraz 140 pkt (2019).